# Osi Umenyiora
Ositadinma "Osi" Umenyiora (Londres, 16 de noviembre de 1981) es un jugador de fútbol americano retirado de nacionalidad inglesa y ascendencia nigeriana. Jugó en la National Football League en la posición de defensive end (ala defensiva) desde 2003, cuando fue seleccionado en la segunda ronda del Draft de la NFL de 2003 (46ª selección global) por los New York Giants.
Umenyiora es uno de los cinco jugadores nacidos en Inglaterra que han ganado un Super Bowl, los otros cuatro son Marvin Allen, Scott McCready, Lawrence Tynes y Jay Ajayi. De hecho, ayudó a los Giants a ganar dos Super Bowls, las ediciones XLII y XLVI. Jugó a nivel universitario con el equipo deportivo de la Universidad de Troy, los Troy Trojans.
Fue seleccionado en dos ocasiones tanto al Pro Bowl (2005, 2007) como al equipo All-Pro (2005, 2010).

## Infancia y juventud
Umenyiora nació en Golders Green, un área del Municipio de Barnet en Londres. Sus padres son de Nigeria. Su familia se mudó de nuevo a Nigeria y luego a Auburn, Alabama, donde empezó a jugar al fútbol en la escuela secundaria. Él es descendiente igbo, y su nombre completo en igbo significa "a partir de hoy las cosas van a estar bien".
Estudió en el prestigioso Salón Atlántico en Epe, de Lagos. Más tarde asistió a la Escuela Secundaria Auburn con el linebacker de los Dallas Cowboys DeMarcus Ware.

## Trayectoria universitaria
En la Universidad de Troy, Umenyiora se convirtió en titular como Ala Defensiva en su primer año después de comenzar su carrera como Tackle Defensivo. Se trasladó a guardia en su segundo año. Él comenzó 36 de 48 juegos de titular para los troyanos.
En 2002, su último año, él recibió el honor All-America después de comenzar jugando como Ala Defensiva derecho.

## Trayectoria profesional

### New York Giants

#### Temporada 2003
Umenyiora fue seleccionado en la segunda ronda (pick 56a en total) del Draft del 2003 de la NFL por los New York Giants de la Universidad Estatal de Troy, ahora Universidad Troy. Le dieron el número 72. Como novato en el 2003, jugó en 13 partidos de titular.

#### Temporada 2005
Umenyiora se estableció como un defensivo de primera clase contra la carrera en 2005, su primer año como titular. Su juego estelar ganó un reconocimiento All-Pro y un viaje al Pro Bowl. Umenyiora logró 14.5 capturas y 70 tackleadas, quedando en segundo lugar por las 16 capturas obtenidas por Derrick Burgess de los Oakland Raiders.
El 23 de diciembre de 2005, los Giants y Umenyiora firmaron una extensión de contrato de 6 años y $ 41 millones con $ 15 millones garantizados.

#### Temporada 2006
En 2006, Umenyiora fue titular en 11 partidos de la temporada regular (no jugó en 5 partidos por un tirón en el músculo flexor de la cadera) y jugó en el partido de Wild Card NFC como ala defensiva derecha.

#### Temporada 2007
En el cuarto partido de la temporada 2007, Umenyiora estableció un récord de franquicia de los Giants, registrando 6 capturas contra los Philadelphia Eagles. En ese momento de la temporada, los Giants tuvieron 12 capturas, empatando el récord de la NFL. Él registró su segundo touchdown el 21 de octubre contra los San Francisco 49ers, cuando capturaron a Trent Dilfer, forzó un fumble, recuperó el balón suelto y corrió 75 yardas para la anotación.
Para el final de la temporada, las 13 sacos de Umenyiora ayudó a los Giants a ser líderes de la temporada regular de la NFL en capturas con 53. Los Giants tuvieron una sorpresiva victoria en el XLII ante los New England Patriots, en parte debido a su presión al Quarterback. Umenyiora tuvo 4 tackleadas en ese juego, 3 fueron en solitario. Umenyiora hizo una segunda aparición en el Pro Bowl en el 2007.

#### Temporada 2008

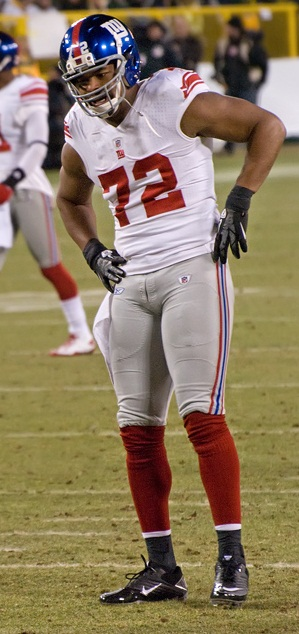
Osi Umenyiora con los Giants en la ronda divisional de la NFC contra Green Bay Packers el 15 de enero de 2012.

Durante un partido de pretemporada contra los New York Jets, Umenyiora sufrió daño en el cartílago de la rodilla izquierda y tuvo que someterse a una cirugía que puso fin a su temporada. El hallazgo por el equipo médico del Dr. Russell Warren fue que Umenyiora sufrió una rotura del menisco externo.
Umenyiora se unió a ESPN en el programa Monday Night Football el 13 de octubre de 2008.

#### Temporada 2010
El 5 de noviembre de 2010, Osi Umenyiora fue nombrado jugador defensivo del mes en la NFC después de lograr 18 tackleadas (10 solo), 7,0 en capturas y 6 balones sueltos forzados en los triunfos de los Giants el 4 de octubre. Umenyiora y su compañero de equipo Justin Tuck registraron 11.5 capturas en el año, y se combinaron para 16 balones sueltos forzados.

#### Temporada 2011
El 29 de julio de 2011, Umenyiora no se reportó en la apertura del campo de entrenamiento de los Giants. Como resultado los Giants lo colocaron en la lista de reserva. Se reportó al campamento de entrenamiento tarde del día siguiente. Umenyiora ha afirmado que el gerente general Jerry Reese se comprometió a renegociar su contrato tras la temporada de 2010, pero no lo hizo.
Umenyiora comenzó a practicar con sus compañeros de equipo el 15 de agosto, pero después de 3 prácticas tuvo una cirugía artroscópica en la rodilla derecha. El equipo esperaba que se perdiera el primer partido de la temporada ante los Washington Redskins el 11 de septiembre. De hecho, él no hizo su debut en la temporada 2011 hasta el 2 de octubre de un partido contra los Arizona Cardinals en Phoenix.

### Atlanta Falcons

#### Temporada 2013
Umenyiora firmó para dos temporadas con los Atlanta Falcons con un valor de $8.55 millones de dólares.

## Estadísticas generales
|  | Seleccionado al Pro Bowl |

| Año   | Equipo | Juegos | Juegos | Tacleadas | Tacleadas | Tacleadas | Tacleadas | Intercepciones | Intercepciones | Intercepciones | Intercepciones | Intercepciones | Intercepciones | Balones sueltos | Balones sueltos | Balones sueltos | Balones sueltos |
| Año   | Equipo | GP     | GS     | Comb      | Total     | Ast       | Sck       | PDef           | Int            | Yds            | Avg            | Lng            | TDs            | FF              | FR              | Yds             | TDs             |
| ----- | ------ | ------ | ------ | --------- | --------- | --------- | --------- | -------------- | -------------- | -------------- | -------------- | -------------- | -------------- | --------------- | --------------- | --------------- | --------------- |
| 2003  | NYG    | 13     | 1      | 26        | 18        | 8         | 1.0       | 0              | --             | --             | --             | --             | --             | 1               | 0               | --              | --              |
| 2004  | NYG    | 16     | 7      | 66        | 49        | 17        | 7.0       | 3              | --             | --             | --             | --             | --             | 3               | 4               | 88              | 1               |
| 2005  | NYG    | 16     | 16     | 71        | 49        | 22        | 14.5      | 3              | --             | --             | --             | --             | --             | 4               | 2               | 0               | 0               |
| 2006  | NYG    | 11     | 11     | 31        | 24        | 7         | 6.0       | 2              | --             | --             | --             | --             | --             | 1               | 0               | --              | --              |
| 2007  | NYG    | 16     | 16     | 52        | 40        | 12        | 13.0      | 0              | --             | --             | --             | --             | --             | 5               | 2               | 71              | 1               |
| 2008  | NYG    | 0      | 0      | 0         | 0         | 0         | 0.0       | 0              | --             | --             | --             | --             | --             | 0               | 0               | --              | --              |
| 2009  | NYG    | 16     | 11     | 29        | 19        | 10        | 7.0       | 1              | --             | --             | --             | --             | --             | 4               | 4               | 61              | 1               |
| 2010  | NYG    | 16     | 16     | 48        | 33        | 15        | 11.5      | 2              | --             | --             | --             | --             | --             | 10              | 1               | 0               | 0               |
| 2011  | NYG    | 9      | 7      | 25        | 16        | 9         | 9.0       | 1              | --             | --             | --             | --             | --             | 2               | 0               | --              | --              |
| 2012  | NYG    | 16     | 4      | 43        | 28        | 15        | 6.0       | 1              | --             | --             | --             | --             | --             | 2               | 0               | --              | --              |
| 2013  | ATL    | 16     | 13     | 47        | 31        | 16        | 7.5       | 3              | 1              | 68             | 68             | 68             | 1              | 3               | 0               | --              | --              |
| 2014  | ATL    | 16     | 0      | 12        | 9         | 3         | 2.5       | 1              | --             | --             | --             | --             | --             | 0               | 1               | 86              | 1               |
| Total | Total  | 161    | 102    | 450       | 316       | 134       | 85.0      | 17             | 1              | 68             | 68             | 68             | 1              | 35              | 14              | 310             | 4               |

Fuente: Pro-Football-Reference.com

## Vida personal
En febrero de 2013 se comprometió con la modelo angoleña Leila Lopes, ganadora de Miss Universo 2011.